# Calabuig
Calabuig ist eine spanisch-italienische Filmkomödie aus dem Jahre 1956 von Luis García Berlanga mit dem zur Drehzeit 80-jährigen Hollywood-Schauspieler Edmund Gwenn in der Hauptrolle eines skurrilen Raketenbauers.

## Handlung
Der alte, berühmte Raketenspezialist und Atomphysiker Professor George Hamilton hat sich in ein kleines spanisches, an der Mittelmeerküste gelegenes Fischerdorf namens Calabuig (im Original: Calabuch) zurückgezogen und verbringt dort abgeschieden und inkognito seinen Ruhestand. Seinen Beruf hat er aufgegeben, weil er ernüchtert erkennen musste, dass seine Forschungen ausschließlich dem militärischen Komplex dienen. Eines Tages geht das Gerücht um, dass dieser den Einheimischen merkwürdig und auch ein wenig unheimlich erscheinende Ausländer ein Komplize des Schmugglers Langosta sein müsse. Daraufhin wird Hamilton vorübergehend im Dorfgefängnis eingesperrt. Wie es der Zufall will, lernt der Emerit ausgerechnet dort Langosta erstmals kennen, der ein ebenso harmloser wie schlitzohriger Tunichtgut ist. Langosta zeigt Hamilton, dass hier im Ort alles sehr locker gehandhabt wird. Jeder Eingesperrte beispielsweise könne im Gefängnis ein und aus gehen wie es ihm gefällt.
Langosta stellt dem Professor erst einmal die Dorfgemeinschaft vor: Da ist zum Beispiel die hübsche Lehrerin, dann der Pfarrer und der Leuchtturmwärter und schließlich der Dorfpolizist, der aber ebenso harmlos ist wie alle anderen. Hamiltons Begegnung mit dem Leuchtturmwärter lässt in beiden die Idee reifen, eine Rakete als Höhepunkt des geplanten pyrotechnischen Feuerwerks für das anstehende Sommerfest zu konstruieren. Da Hamilton für derlei Dinge absoluter Experte ist, ist es ein Leichtes für ihn, die Bauteile zu besorgen und zusammenzusetzen. Sofort berichtet die ortsansässige Zeitung über diese als „Sensation“ aufgemachte Geschichte. Dies hat aber zur Folge, dass damit Hamiltons wohlgehütetes Geheimnis um seine Herkunft, sein Inkognito, gelüftet wird. Um seine Person entsteht ein Riesentrubel: Calabuig wird vor Neugierigen abgeriegelt, ein Hubschrauber holt ihn von seinem Rückzugsort ab. Angesichts dieses Rummels schwört Hamilton, dass diese Rakete seine letzte gewesen sein wird und kehrt entnervt in sein Heimatland zurück.

## Produktion
Calabuig wurde in und um Peñíscola gedreht und am 1. Oktober 1956 in Madrid uraufgeführt. In Deutschland lief der Film am 18. April 1958 an. Am 3. April 1961 wurde der Film erstmals in der ARD ausgestrahlt.
Für den Filmveteranen Gwenn sollte dies die letzte Kinoproduktion sein. Anschließend zog er sich, wie sein Raketenbauer Hamilton, in den Ruhestand zurück.
Ein Dorf namens Calabuch existiert in Spanien nicht, hingegen sehr wohl eines mit dem für den deutschen Titel gewählten Namen: Calabuig in Katalonien.

## Auszeichnungen
- 1956: OCIC-Preis, Internationaler Preis und Auszeichnung der Italienischen Filmkritik auf den Filmfestspielen von Venedig für Berlanga, der auch für den Goldenen Löwen nominiert war.
- 1956: Premio del Sindicato Nacional del Espectáculo für die Sparten Bester Film, Bester Nebendarsteller (Juan Calvo) und Beste Dialoge.
- 1957: CEC-Preis für den besten Nebendarsteller (Juan Calvo) und die beste Originalgeschichte (Leonardo Martín).

## Kritiken
Reclams Filmführer schrieb zu „Calabuig“: „Berlanga hat wieder eine Komödie mit ernsthaftem Hintergrund gedreht. Diesmal geht es um die Verantwortung des Wissenschaftlers für die Folgen seiner Forschung. Zweifellos wird das Thema hier recht volkstümlich abgehandelt, aber ein Denkanstoß wird doch gegeben. Und wenn das „einfache Leben“ ein wenig romantisiert erscheint, dann entschädigen dafür eine Reihe skurriler und geschickt skizzierter Typen.“
Kay Wenigers Das große Personenlexikon des Films nannte den Film eine „heiter-besinnliche(n) Gesellschaftssatire.“
Das Handbuch V der Katholischen Filmkritik befand: „Ein in die spanische Realität verliebter, heiter stimmender Film mit so viel künstlerischen und menschlichen Tugenden, daß er lebhaft empfohlen wird.“
Halliwell‘s Film Guide charakterisierte den Film wie folgt: „Semi-satirical Ealing-type comedy which starts engagingly but runs out of steam“.
Das Lexikon des internationalen Films schreibt: „Ein heiter und optimistisch stimmender Film über das Wesen menschlichen Glücks, dessen künstlerische Qualitäten in der optischen Realisierung eines Stücks heiler Welt ihren liebenswerten Ausdruck finden.“